# Operation Secure Tomorrow
Operation Secure Tomorrow (französisch: opération Carbet) war eine militärische Operation, die von Februar bis Juli 2004 in Haiti stattfand. Auf der Grundlage eines Beschlusses des Sicherheitsrats der Vereinten Nationen (UN-Resolution 1529) bemühte sich eine multinationale Truppe, Ruhe und Ordnung im Land zu sichern.

## Ausgangslage

### Bürgerkriegsähnliche Zustände führen zum Sturz von Präsident Aristides
Im Oktober des Jahres 2000 wurde der haitianische Präsident Jean-Bertrand Aristide in seinem Amt bestätigt. Allerdings war die Wahlbeteiligung gering, nachdem es bereits im Gefolge der Parlaments- und Kommunalwahlen vom Mai des Jahres zu Vorwürfen der Wahlfälschung gekommen war.
Im Jahr 2001 verlor Aristide zudem die Unterstützung der Vereinigten Staaten, da die Regierung von George W. Bush im Gegensatz zu der Clinton-Regierung kein Interesse an dem politisch links gerichteten Kurs von Aristide hatte.
Ende des Jahres kam es in Port-au-Prince zu ersten Gewaltaktionen (bewaffneter Sturm auf den Präsidentenpalast) und im Herbst des Jahres 2002 lehnte die Organisation Amerikanischer Staaten (OAS) Aristides Bitte um Unterstützung bei der Entwaffnung des marodierenden Mobs ab.
Die anti-Aristide FRAPH (Front Révolutionnaire Armé pour le Progrès d’Haiti) tat sich mit Drogenhändlern, früheren Militärs und Banditen zusammen, um die Bildung einer bewaffneten „Nationalen Revolutionsarmee für die Befreiung Haitis“ zu betreiben.
Die Ermordung von Amiot Métayer, der in Gonaïves eine Bande namens „Armée Cannibale“ („Kannibalenarmee“) anführte, steigerte die Intensität der Unruhen, da Métayer eine Art von Symbolfigur für die Ablehnung staatlicher Gewalt geworden war.

### Aristide geht ins Exil und die internationale Gemeinschaft greift ein
Trotz eines Plans der internationalen Gemeinschaft (Vereinigte Staaten, Frankreich, Kanada, die OAS, CARICOM und nicht zuletzt die UN) gelang es nicht, die Lage in Haiti zu deeskalieren. Auch die in Opposition zu Aristide stehenden politischen Kräfte des Landes hatten keinen Einfluss auf die paramilitärischen Rebellen. Diese brachten vielmehr weite Teile des Nordens unter ihre Kontrolle und konnten reichlichen Nachschub an Waffen und Ausrüstung verzeichnen. In der wichtigen Stadt Cap-Haitien wurde die Zentrale der Polizei in die Luft gesprengt und der Flugplatz verwüstet.
Aristide wurde am 29. Februar 2004 in einer Aktion der CIA außer Landes geflogen, was zu einem erneuten heftigen Aufflammen der Unruhen unter verfeindeten Gruppen führte. Am selben Tag verabschiedete der Sicherheitsrat der UN seine Resolution 1529, mit der die Stationierung einer internationalen Sicherungstruppe in Haiti beschlossen wurde.

## Die Operation Secure Tomorrow

### Amerikanisches Eingreifen
Am 23. Februar 2004 schickte die amerikanische Regierung 50 Angehörige des U.S. Marine Corps („Marines“) zum Schutz der dortigen Botschaft nach Port-au-Prince. Es handelte sich um eine Einheit des Fleet Anti-terrorism Security Teams der Naval Base Norfolk, Virginia. Sie unterstand dem US Southern Command, Miami. Ferner intensivierte eine Gruppe des Southern Command die Aufklärungsaktivitäten in Haiti mit dem Ziel, die Lage genauer einschätzen zu können.
Nach der Verabschiedung der Resolution des Sicherheitsrats der UN gab Präsident Bush unmittelbar den Befehl, in vollem Umfang Marines an der Spitze der internationalen Verbände nach Haiti zu entsenden. Die Bezeichnung der Operation wurde am 22. März vom U.S. Verteidigungsministerium festgelegt.
Die Vereinigten Staaten definierten folgende Aufträge für den Einsatz:
- Herstellung eines Umfelds für verfassungsgemäße politische Prozesse in Haiti,
- humanitäre Hilfsleistungen,[12]
- Schutz amerikanischer Staatsangehöriger,
- Heimschaffung haitianischer Flüchtlinge, die auf See aufgebracht werden und
- Vorbereitung des Eintreffens der UN Mission.

Die amerikanischen Truppen hatten die Genehmigung, ihre Waffen mit aller Konsequenz einzusetzen. Bereits am 7. März kam es zu Todesopfern, als ein Scharfschütze der Marines in eine überwiegend friedliche Gruppe von Demonstranten feuerte.

### Weitere Truppenkontingente
500 französische Fremdenlegionäre, 160 chilenische Soldaten, 100 Kanadier und kleinere Kontingente anderer Staaten trafen Anfang März ein. Die UN-Resolution sah bis zu 5000 Mann für einen Zeitraum von drei Monaten vor.
Bis zum 22. März war die Truppe der Operation Secure Tomorrow auf 3300 Mann aufgewachsen.
Ende April lag die Truppenstärke bei 3800. Das US Kontingent hatte seinen Schwerpunkt bei Les Cayes im Süden und in Hinche (Zentralplateau). Die Franzosen konzentrierten sich u. a. mit der 2. Kompanie des 3. Regiments der Légion étrangère im Norden bei Cap-Haitien und bezeichneten den Einsatz als „opération Carbet“. Chile entsandte ein Bataillon mit 30 Offizieren und 303 Mann.
Am 25. Juni endete der Einsatz in Haiti offiziell. Die U.S. Marines begannen, sich in ihren Stützpunkt in North Carolina zurückzuziehen. Sie hatten im Verlauf der Operation zwei Verwundete (Schussverletzungen) zu verzeichnen. Nach Abschluss der Operation folgte die Präsenz der → MINUSTHA.